# Rio Brame
Rio Brame é um rio localizado nos departamentos de Creuse e Haute-Vienne, nas regiões Centro e Limousin, França. É afluente do rio Gartempe pela margem direita, que por sua vez é afluente do rio  Vienne e este último afluente do rio Loire.
Atravessa os seguintes departamentos e comunas:
- Departamento de Creuse: La Souterraine, Saint-Maurice-la-Souterraine
- Departamento de Haute-Vienne: Arnac-la-Poste, Saint-Hilaire-la-Treille, Saint-Sornin-Leulac, Dompierre-les-Églises, Magnac-Laval, Dinsac, La Bazeuge, Oradour-Saint-Genest, Le Dorat, Thiat, Darnac